# Iana Salenko
Iana Salenko (en ucraniano: Яна Саленко) (Kiev, 19 de julio de 1983) es una bailarina ucraniana, bailarina principal en el Ballet Estatal de Berlín y artista invitada en el Royal Ballet de Londres. 

## Infancia
Iana Salenko nació en Kiev el 19 de julio de 1983 y comenzó sus clases de baile a la edad de 12 años. Recibió entrenamiento adicional en la Escuela de Ballet Pisarev, Donetsk, de la cual se graduó en 2000.

## Carrera
De 2000 a 2002, Salenko actuó con la Ópera de Donezk como solista y luego como bailarina principal en la Ópera Nacional de Kiev. Se unió al Ballet Estatal de Berlín como demi-solista en 2005, y fue promovida a solista en 2006 y bailarina principal en 2007.     

### Artista invitada en el Royal Ballet
Salenko fue artista invitada del Royal Ballet of London en la temporada 2013/14, en donde bailó el rol de Kitri en la producción de Don Quijote de Carlos Acosta, seguida por Odette-Odile en El lago de los cisnes.  Durante la temporada 2015/16 bailó el rol de Julieta en la versión de Romeo and Juliet de Kenneth MacMillan; también bailó Tchaikovsky Pas de Deux de George Balanchine; el rol de la Joven en The Two Pigeons de Frederick Ashton; el Hada de Azúcar en El cascanueces de Peter Wright; y en el papel principal en Giselle.  Durante el 2016/17 bailó en El Cascanueces; como la Princesa Aurora en La Bella Durmiente; y en la sección de «Diamantes» de las Joyas de Balanchine.

## Vida personal
Salenko está casada con el bailarín principal del Ballet Estatal de Berlín, Marian Walter, y tienen tres hijos.

## Filmografía
- El Cascanueces (coreografía: Vasily Medvedev y Yuri Burlaka, después de Lev Ivanov ), Ballet Estatal de Berlín, 2014: como Clara, con Marian Walter[8]
- Tschaikovsky Pas de Deux (coreografía: George Balanchine), Royal Ballet,  2015, con Steven McRae[9]
- La bella durmiente (coreografía: Nacho Duato ), Ballet Estatal de Berlín, 2015: como la princesa Aurora,  con Marian Walter[10]